# Wladimir Iwanowitsch Makejew
Wladimir Iwanowitsch Makejew (russisch Владимир Иванович Макеев, englisch Vladimir Makeev; * 11. September 1957 in Kemerowo) ist ein ehemaliger sowjetischer Skirennläufer.

## Karriere
Makejew gehörte in den späten 1970er und frühen 1980er Jahren zur erweiterten Weltspitze in der Abfahrt. Am 10. Dezember 1978 erreichte er mit Platz drei bei der Abfahrt in Schladming hinter den beiden Kanadiern Ken Read und Dave Murray den ersten Podestplatz eines sowjetischen Skirennläufers in der Abfahrt.
Auch bei Großereignissen konnte sich Makejew immer wieder im Spitzenfeld platzieren. 1982 erreichte er bei den Weltmeisterschaften in Schladming mit Rang 6 das beste Ergebnis eines sowjetischen Abfahrers bei einem internationalen Großereignis.
Nach seinem Karriereende wurde Makejew Trainer und trainierte unter anderem die russische Nationalmannschaft.

## Erfolge

### Olympische Winterspiele
- Lake Placid 1980: 22. Abfahrt
- Sarajewo 1984: 16. Abfahrt

### Weltmeisterschaften
- Garmisch-Partenkirchen 1978: 9. Abfahrt, DNF Riesenslalom[2]
- Lake Placid 1980: 22. Abfahrt
- Schladming 1982: 6. Abfahrt

### Weltcup
- 8 Platzierungen unter den besten 10, davon ein Podestplatz